# Parīchhatgarh
Parīchhatgarh är en ort i Indien.   Den ligger i distriktet Meerut och delstaten Uttar Pradesh, i den norra delen av landet, 80 km nordost om huvudstaden New Delhi. Parīchhatgarh ligger 232 meter över havet och antalet invånare är 18 990.
Terrängen runt Parīchhatgarh är mycket platt. Runt Parīchhatgarh är det tätbefolkat, med 493 invånare per kvadratkilometer. Närmaste större samhälle är Mawāna, 13,9 km norr om Parīchhatgarh. Trakten runt Parīchhatgarh består till största delen av jordbruksmark.